# Gunnar Afzelius
Arvid Gunnar Afzelius, född 16 maj 1878 i Söderhamn, död 25 december 1961, var en svensk jurist. Han var son till Fridlef Afzelius.
Afzelius blev juris kandidat vid Uppsala universitet 1902, tillförordnad ombudsman i  Arméförvaltningen 1906, tillförordnad kansliråd i lantförsvarsdepartementet 1908, kansliråd 1909 och kammarrättsråd 1920. Han var notarie i statsutskottet 1907–1908, ledamot och sekreterare hos arméns och marinens avlöningsakkunniga 1918–1921, blev ledamot av försvarsväsendets lönenämnd 1921 och var dess ordförande 1933–1939. Han var ombudsman och sekreterare hos Apotekarsocietetens direktion 1923 samt ordförande i styrelsen för AB Örebro kvarn 1929–1942. Afzelius är begravd på Söderhamns kyrkogård.

## Utmärkelser
- Riddare av Nordstjärneorden, 1911.[1]
- Kommendör av andra klassen av Nordstjärneorden, 16 juni 1933.[2]
- Kommendör av första klassen av Nordstjärneorden, 15 november 1944.[3]